# Sisto Nigro
Sisto Nigro, noto anche con lo pseudonimo di Horace (Pieve di Cento, 7 febbraio 1951), è un fumettista italiano autore di diverse storie Disney.

## Biografia
Grazie all'incontro con Franco Fossati, allora responsabile delle sceneggiature delle storie a fumetti Disney realizzate in Italia, entra nello staff di autori del settimanale Topolino; collabora anche col settimanale Lanciostory. Dopo una esperienza all'estero per scrivere cortometraggi e documentari, ritorna in Italia dove riprende a scrivere sceneggiature per Topolino.

## Storie scritte
| Anno | Storia                                                | Disegnatore                                            |
| ---- | ----------------------------------------------------- | ------------------------------------------------------ |
| 2004 | Topolino e il segreto della ballata perduta           | Marco Gervasio                                         |
| 2004 | Zio Paperone e il segreto del labirinto               | Giorgio Di Vita                                        |
| 2005 | Topolino e la colazione di Sua Maestà                 | Giuseppe Dalla Santa                                   |
| 2005 | Umperio Bogarto e il caso del fossile svanito         | Vitale Mangiatordi                                     |
| 2005 | Topolino e le rose della discordia                    | Giuseppe Zironi                                        |
| 2005 | Topolino e il ventaglio di Sua Maestà                 | Giuseppe Dalla Santa                                   |
| 2005 | Paperino & Paperoga agenti PIA - Operazione canestro  | Giorgio Cavazzano (matite) Sandro Zemolin (inchiostri) |
| 2005 | Paperino e Paperoga agenti PIA: "L'isola del Dr Boh"  | Vitale Mangiatordi                                     |
| 2005 | Indiana Pipps e la danza segreta dei Bidy-Bu          | Massimo De Vita                                        |
| 2005 | Umperio Bogarto e la villa del brivido                | Giuseppe Dalla Santa                                   |
| 2005 | Paperino & i segreti dell'idraulica                   | Francesco Guerrini                                     |
| 2006 | Topolino e il caso del doppio nipote                  | Sergio Asteriti                                        |
| 2006 | Paperino & Paperoga Agenti P.I.A.: Missione King Bobo | Giuseppe Dalla Santa                                   |
| 2007 | Topolino e la scommessa di Sua Maestà                 | Alessandro Perina                                      |
| 2007 | Paperino e i mirtilli del Megalistan                  | Giorgio Di Vita                                        |
| 2009 | Paperino & la vettura su misura                       | Francesco Guerrini                                     |